# ［síː］
[síː]（スィー）は、堂本剛の2枚目のアルバム。2004年8月18日発売。発売元はジャニーズ・エンタテイメント。

## 概要
2002年にはKinKi Kidsとしての活動も行いながらシングル『街／溺愛ロジック』、アルバム『ROSSO E AZZURRO』をそれぞれリリースし、どちらもオリコンチャートで1位を獲得している。初ソロから2年の間を置き、再開されたソロ活動の集大成とも言えるアルバムになっている。本作も先行シングルの『WAVER』とともに、オリコンチャートで1位を獲得している。
タイトルの[síː](スィー、シー)は、「考える」の「See」、「海」や「潮」・波を意味する「Sea」、彼女・男性から見た恋人（彼女）を意味する「She」のそれぞれを表現した発音記号から採られたもの。ただし、「She」の実際の発音は[síː]ではなく、[ʃíː]である。この3つのキーワードが本作のコンセプトにもなっている。
初回盤は全56ページにも及ぶブックレット、シングル『ORIGINAL COLOR』のPVや撮影・製作のメイキング映像を収録したDVD付属。通常盤にはジャケット違い及びボーナストラックを追加収録し、ブックレットは計14ページのジャバラブックレットを封入している。このボーナストラック『DEVIL』は7分にも及ぶ楽曲で、この違いで通常盤と初回盤の収録時間に大きな差が出ている。全編に渡りで剛自らエレクトリックギターを演奏し、インスト曲でも当然参加している。ジャケットは新江ノ島水族館の水槽をバックに撮影されたものであり、コンセプトの1つである海や、剛自身が好む熱帯魚とも関連のある写真である。

## 収録曲
| 全作詞・作曲: 堂本剛（特記以外）。 |                                          |                    |                    |            |      |
| #                                  | タイトル                                 | 作詞               | 作曲・編曲         | 編曲       | 時間 |
| 1.                                 | 「pencil」(インスト曲)                   | 堂本剛（特記以外） | 堂本剛（特記以外） | usTsn      | 3:00 |
| 2.                                 | 「恋のカマイタチ」                       | 堂本剛（特記以外） | 堂本剛（特記以外） | 十川知司   | 3:47 |
| 3.                                 | 「誰かさん」(作詞: 佐藤アツヒロ、堂本剛) | 堂本剛（特記以外） | 堂本剛（特記以外） | 西川進     | 5:22 |
| 4.                                 | 「リュウグウノツカイ」                   | 堂本剛（特記以外） | 堂本剛（特記以外） | 西川進     | 4:36 |
| 5.                                 | 「海を渡って」                           | 堂本剛（特記以外） | 堂本剛（特記以外） | 吉田建     | 4:42 |
| 6.                                 | 「ココロノブラインド」                   | 堂本剛（特記以外） | 堂本剛（特記以外） | 亀田誠治   | 4:24 |
| 7.                                 | 「ナイト ドライブ」                      | 堂本剛（特記以外） | 堂本剛（特記以外） | 上田ケンジ | 4:57 |
| 8.                                 | 「very sleepy!!」(インスト曲)            | 堂本剛（特記以外） | 堂本剛（特記以外） | usTsn      | 3:08 |
| 9.                                 | 「くるくる」                             | 堂本剛（特記以外） | 堂本剛（特記以外） | 亀田誠治   | 4:11 |
| 10.                                | 「ORIGINAL COLOR -version [sí:]-」       | 堂本剛（特記以外） | 堂本剛（特記以外） | 亀田誠治   | 5:18 |
| 11.                                | 「Saturday」                             | 堂本剛（特記以外） | 堂本剛（特記以外） | 上田ケンジ | 4:26 |
| 12.                                | 「See You In My Dream」                  | 堂本剛（特記以外） | 堂本剛（特記以外） | 吉田建     | 5:35 |
| 13.                                | 「PINK」                                 | 堂本剛（特記以外） | 堂本剛（特記以外） | 十川知司   | 5:36 |
| 14.                                | 「DEVIL」(通常盤にのみ収録)              | 堂本剛（特記以外） | 堂本剛（特記以外） | 十川知司   | 7:24 |
| 15.                                | 「ビーフシチュー」                       | 堂本剛（特記以外） | 堂本剛（特記以外） | 十川知司   | 4:45 |
| 16.                                | 「50 past 12 (AM)」(インスト曲)          | 堂本剛（特記以外） | 堂本剛（特記以外） | usTns      | 1:54 |
| 合計時間:                          | 合計時間:                                | 合計時間:          | 73:05              |            |      |

| #  | タイトル                                             | 作詞 | 作曲・編曲 |
| -- | ---------------------------------------------------- | ---- | ---------- |
| 1. | 「ORIGINAL COLOR」(PV)                               |      |            |
| 2. | 「Clip (堂本剛)/Recording (堂本剛)/Jacket (堂本剛)」 |      |            |

### 解説
1. pencil
インスト曲。
2. 恋のカマイタチ
シングル「WAVER」収録曲。
3. 誰かさん
エレキギターを主にした楽曲。
4. リュウグウノツカイ
“龍宮の使い”をテーマにした楽曲。
5. 海を渡って
6. ココロノブラインド
「WAVER」収録曲。
7. ナイト ドライブ
8. very sleepy!!
インスト曲。
9. くるくる
10. ORIGINAL COLOR -version [sí:]-
2ndソロシングルのメイントラックであるが、シングルバージョンよりも後奏が長い。シングルバージョンではフェードアウトであったが、アルバムバージョンとして別テイクで終了させている。
11. Saturday
管楽器が使われた楽曲。
12. See You In My Dream
13. PINK
『僕らの音楽』で披露。マイナーなメロディに対して、歌詞は比較的前向きになっている。堂本自身思い入れがある曲で近年のライブでは「街」とセットで歌われることが多い。
14. DEVIL　※通常盤にのみ収録。
演奏時間7分23秒にも及ぶ大作。ソロライブでも本編の最後に演奏された曲である。
15. ビーフシチュー
演奏はピアノが中心になっている。
16. 50 past 12 (AM)
インスト曲。

## 参加ミュージシャン
| pencil - 堂本剛 - Whisper Voice - 西川進 - Guitar - 上田ケンジ - Bass - Shoko - Drums - 十川知司 - Piano, Vibraphone, Pianica, Keyboards 恋のカマイタチ - 十川知司 - Programming, Piano, Keyboards - 西川進 - Guitar - 美久月千晴 - Bass - 松永俊弥 - Drums 誰かさん - 西川進 - Programming, Guitar, Bass - yoko - Drums - 小林哲也 - Organ リュウグウノツカイ - 西川進 - Guitar, Bass - yoko - Drums - cool-K - Programming, Keyboards - 下神竜哉 - Trumpet 海を渡って - 吉田建 - Bass - 松尾和博 - Guitar - 村石雅行 - Drums - 国吉良一 - Keyboards - 富樫春生 - Keyboards - 溝口和彦 - Programming - 利根川典子 - Chorus - Misumi - Chorus - 富永弘明 - Chorus - JIN - Chorus ココロノブラインド - 亀田誠治 - Bass - 西川進 - Guitar - 村石雅行 - Drums - 斎藤有太 - Piano - 西村浩二 - Trumpet - 村田陽一 - Trombone - 山本拓夫 - Sax ナイト ドライブ - 上田ケンジ - Bass - 松岡モトキ - Guitar - Shoko - Drums - 十川知司 - Programming, Keyboards | very sleepy!! - 堂本剛 - Guitar - 西川進 - Guitar - 上田ケンジ - Bass - Shoko - Drums - 十川知司 - Keyboards くるくる - 亀田誠治 - Bass - 弥吉淳二 - E.Guitar - 中村修司 - A.Guitar - 村石雅行 - Drums, Percussion ORIGINAL COLOR - 堂本剛 - Lip Whistle - 亀田誠治 - Bass - 西川進 - Guitar - 村石雅行 - Drums Saturday - 上田ケンジ - Bass - 清水ひろたか - Guitar - Daiji Yamaura - Drums - 十川知司 - Programming, Keyboards See You In My Dream - 吉田建 - Bass - 土方隆行 - Guitar - 木村誠 - Percussion - 富樫春生 - Keyboards - 溝口和彦 - Programming - 下神竜哉 - Trumpet - 奥村晶 - Trumpet - 山本拓夫 - Sax PINK - 十川知司 - Programming, Keyboards - 西川進 - Guitar - 上田ケンジ - Bass - 河村智康 - Drums ビーフシチュー - 十川知司 - Programming, Piano, Keyboards - 中村修司 - Guitar - 渡辺等 - Bass - 松永俊弥 - Drums 50 past 12 (AM) - 堂本剛 - Guitar - 西川進 - Guitar - 上田ケンジ - Bass - Shoko - Drums - 十川知司 - Hammond Organ, Keyboards |